# 韧带
韧带（英語：ligament）是可弯曲、纤维样的弹性结缔组织。

## 生理学
韧带连接骨与骨，为明显的纤维组织，或附于骨的表面或与关节囊的外层融合，以加强关节的稳固性，以免损伤。而肌腱连接的则是骨和肌肉。
韧带还能支持内脏，使内脏固定于正常位置或限制其活动范围，富有坚韧性的纤维带，多为增厚的腹膜皱襞。
此外还有是某些胚胎器官的残存遗迹，如动脉导管韧带。
韧带来源自胶原。若韧带超过其生理范围地被弯曲（如扭伤），可能导致韧带的延长或者断裂。

## 生物学
在生物学中，双壳纲生物的壳之间连接组织也被称为韧带。